# Vetro scenico
Il vetro scenico (chiamato anche vetro zucchero) è un materiale a base di sciroppo di mais e saccaridi usato nel mondo dello spettacolo per simulare il vetro. I legami chimici di tale composto zuccherino sono più deboli rispetto ai vetri silicei e questo favorisce la sua rottura riducendo la probabilità di lesioni e graffi.